# Конікотомія

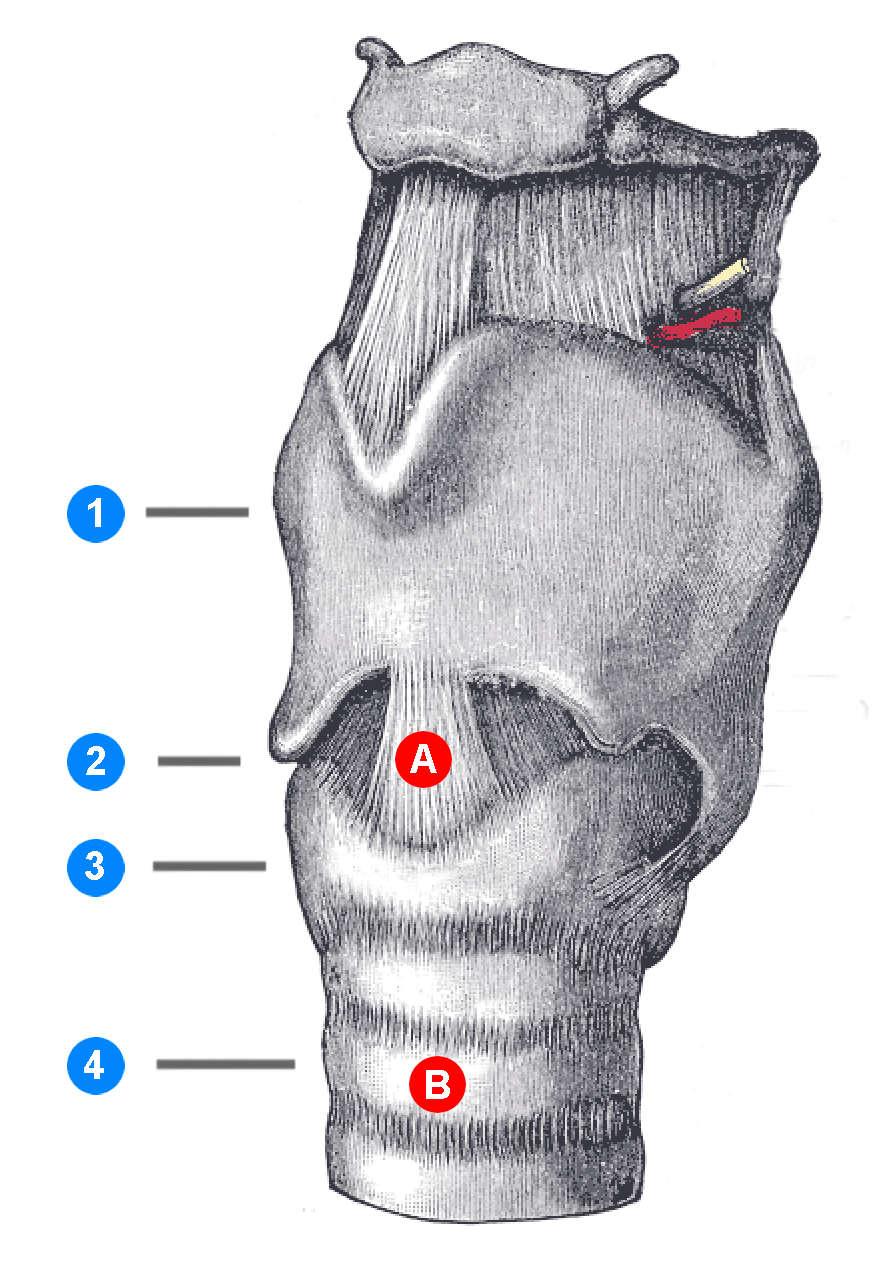
(1) Щитоподібний хрящ
(2) Голосові зв'язки
(3) Перстнеподібний хрящ
(4) Трахея
(А) Локалізація конікотомії
(B) Локалізація трахеотомії

Конікотомія (лат. conicotomia, від conus [elasticus] — «[еластичний] конус» + грец. τομη — «розріз») — хірургічна операція, що являє собою невідкладну медичну допомогу і представляється серединним розсіченням гортані між перстнеподібним і щитоподібним хрящами в межах перстнещитоподібної зв'язки.

## Показання
- Перекривання (повне, часткове) дихальних шляхів стороннім тілом
- Неможливість виконання інтубації
- Важкі лицеві або носові травми (які не дозволяють здійснити інтубацію трахеї через ротові або носові отвори)
- Масивні травми середньої зони обличчя
- Травми шийного відділу хребта, що перешкоджають адекватній вентиляції через верхні дихальні шляхи
- Анафілаксія
- Хімічні травми, інгаляції
- Неефективність консервативної допомоги при ларингоспазмі

## Протипоказання
- Нездатність визначити орієнтири
- Базова анатомічна аномалія (пухлина)
- Перерізки трахеї
- Гострі захворювання гортані через інфекцію або травму
- Маленькі діти у віці до 10 років (12-14 калібр катетера через голку може бути безпечніше)

## Інформація
Показанням до конікотомії є стеноз гортані різної природи (запальної, алергічної, пухлинної та ін) з різким порушенням дихальної функції, коли нема часу або умов для трахеотомії. Дихання при цьому часте, вдих і видих відбуваються з напруженням і супроводжуються свистячим шумом. В диханні беруть участь м'язи шиї, плечового поясу і грудної клітки (стеноз гортані III ступеня). Утруднення дихання може швидко наростати аж до повної зупинки, зволікання з конікотомією в таких випадках недопустиме.

## Виконання
Конікотомію проводять зазвичай в положенні хворого лежачи, однак нерідко і в положенні сидячи, що трохи поліпшує стан хворого. Спочатку пальпаторно визначають локалізацію дуги перстневидного хряща і нижнього краю щитоподібного. Скальпель з вузьким лезом ставлять вертикально по середній лінії шиї зразу над дугою перстневидного хряща ріжучою стороною догори і одним рухом вколюють в гортань на глибину 1,5 см, але не більше 2 см, розсікаючи усі шари передньої стінки гортані; розріз можна починати з нижнього краю щитоподібного. Не витягуючи скальпель, розріз продовжують на кілька міліметрів догори до нижнього краю щитоподібного хряща (інколи розріз роблять горизонтальним), щоб уникнути пошкодження задньої стінки гортані, на основу скальпеля щільно накручують вату, залишивши відкритими 1,5—2 см його леза. Після видалення скальпеля в розріз вводять спочатку ранорозширювач типу Труссо, а потім трахеотомічну трубку. Необхідно враховувати, що нижче дуги перстневидного хряща знаходиться щитоподібна залоза, поранення якої супроводжується сильною кровотечою.

## Різновиди
Різновидом конікотомії є конікокрикотомія, або крикотомія, — розсічення по середній линії дуги перстневидного хряща. У хворих з короткою і товстою шиєю, а також у жінок і дітей деколи неможливо пальпаторно диференціювати дугу перстневидного хряща. В таких випадках орієнтуються по нижньому краю щитоподібного хряща. Скальпель ставлять вертикально ріжучою стороною донизу по середній лінії відразу під краєм щитоподібного хряща. Після чого роблять вкол на глибину до 2 см і, не вилучаючи скальпель, проводять розріз донизу на 5—6 мм; при цьому розсікається і дуга перстневидного хряща. В результаті цієї операції виходить більш широкий отвір, ніж при конікотомії. Однак після крикотомії можливе порушення голосу, тому до неї вдаються вкрай рідко.

## Наступні дії
Як правило, після відновлення зовнішнього дихання з допомогою конікотомії (або крикотомії) і при відсутності загальних (важкий стан хворого) або місцевих (велика пухлина в області верхнього відділу трахеї) протипоказань здійснюють трахеостомію: проводять трахеотомію і вводять трахеотомічну трубку в трахеостому, з подальшою фіксацією канюлі Люєра на шиї пацієнта. Необхідність в цьому обумовлена швидким залученням в запальний процес навколишніх м'яких тканин і хрящів гортані з тривалим перебігом, наступним рубцюванням і деформацією стінок гортані.